# 索氏麗體魚
索氏麗體魚，為輻鰭魚綱鱸形目隆頭魚亞目慈鯛科的其中一種，分布於中美洲墨西哥南部至貝里斯、瓜地馬拉的淡水流域，體長可達22公分，棲息在流動快速的河川中底層水域，屬肉食性，以魚類、昆蟲等為食，生活習性不明，可做為觀賞魚。

## 擴展閱讀
維基物種上的相關：索氏麗體魚